# Plasmaströmung
Die Plasmaströmung (auch zytoplasmatische Strömung, Cyclosis) ist eine fließende Bewegung des Cytoplasmas einschließlich der darin befindlichen Organellen, die bei Pflanzen, Algen, Pilzen und Schleimpilzen zu beobachten ist. Dabei bewegt sich in Pflanzenzellen und vielfach auch in Algenzellen nur das Endoplasma, das die zentrale Vakuole umgibt und diese oft auch in Form feiner Stränge durchzieht, während bei vielkernigen (coenocytischen) und nicht in Zellen untergliederten Algen und Pilzen die Strömung den ganzen Organismus durchzieht und auch die Zellkerne erfasst. In den vielkernigen Plasmodien vieler Schleimpilze kehrt sich die Strömungsrichtung periodisch um (Pendelströmung).
Biochemisch beruht die Plasmaströmung wie auch die Muskelbewegung bei Tieren und beim Menschen auf einer Wechselwirkung des Zytoskelett-Proteins Aktin mit dem Motorprotein Myosin. In Pflanzenzellen und bei Algen sitzt das Myosin auf den Organellen, und diese bewegen sich an Aktinfilamenten entlang, wobei das Cytosol, der flüssige Anteil des Cytoplasmas, mitgenommen wird. Ganz anders sind die Verhältnisse bei dem Schleimpilz Physarum polycephalum: Dessen Plasmodien sehen aus wie Amöben, bewegen sich amöboid und ernähren sich wie Amöben durch Phagocytose. Dabei können sie sehr groß werden und vielfach verzweigt eine Fläche von bis zu einem Quadratmeter bedecken. Ihr Cytoplasma ist (wie bei Pflanzen) in ein gelartiges, außen liegendes Ektoplasma und ein solartiges, also zähflüssiges Endoplasma differenziert. Das Ektoplasma kann sich wie die als Stressfasern bezeichneten Aktomyosin-Bündel in tierischen Zellen (oder in größerem Maßstab Muskelfasern und ganze Muskeln) zusammenziehen und wieder entspannen und bewirkt dadurch die charakteristische Pendelströmung des Endoplasmas.